# Freddy Balta
Pour les articles homonymes, voir Balta.
Ferdinand Balta dit Freddy Balta, né le 21 décembre 1919 à Paris 7e et mort le 8 janvier 2002 à Auxerre, est un accordéoniste, compositeur, arrangeur et chef d'orchestre français.
Troisième du Concours International de l’Accordéon, à Paris en 1937 et champion du monde d'accordéon en 1938, il devient l'accompagnateur sur scène de Barbara, de Guy Béart, d'Yves Montand et de Mouloudji.

## Biographie
Il participe à Paris, en 1937, au championnat du monde d'accordéon, sous l'appellation Concours international de l’accordéon, qui se dispute à Paris, au Moulin de la Galette et qui est organisé par l'Association internationale des accordéonistes. Il finit troisième de la compétition derrière André Beauvois et Yvette Horner.
En 1938, le Concours international de l’accordéon est renommé Championnat du monde d'accordéon et il y participe, en compagnie de Freddy Balta et d'André Lips. Ce troisième championnat du monde présidé par Robert Bréard, Adolf Oehrli et Henri Bastien, réunit les joueurs d'accordéon chromatique et diatonique et est organisé à Paris, au Moulin de la Galette, par l'Association internationale des accordéonistes. Dans cette compétition qui réunit les joueurs d'accordéon chromatique et diatonique, il remporte le 11 juin, la coupe en jouant avec un accordéon chromatique,,,.
Grand prix du disque en 1949, il accompagna entre autres Barbara, Guy Béart, Yves Montand, et Mouloudji.
Un recueil de compositions intitulé Paris Musette et un CD intitulé Passion Accordéon témoignent de son talent.
Freddy Balta était aussi passionné par l'orgue, et avait suivi sur cet instrument les cours de Marcel Dupré et les cours d'improvisations de Pierre Cochereau,.
Il meurt le 8 janvier 2002 à Auxerre des suites d'un accident de voiture.

## Palmarès
- 1935 : Premier prix d'excellence du Concours international de Liège
- 1937 : Prix hors concours au Concours international de Roubaix — Troisième du Concours international de l’accordéon, à Paris
- 1938 : Prix hors concours au Concours international de Roubaix — Vainqueur de la Coupe mondiale d'accordéon, à Paris